# Тринитаполи
Тринита̀поли (на италиански: Trinitapoli) е град и община в Южна Италия, провинция Барлета-Андрия-Трани, регион Пулия. Разположен е на 5 m надморска височина. Населението на града е 14 426 души (към декември 2007 г.). До 2004 г. общината е била включена в провинция Фоджа.